# 죽음의 덫 (드라마)
《죽음의 덫》은 1985년 9월 8일에 MBC TV에서 방영되었던 베스트셀러극장이다.

## 줄거리
왕년의 명성 만으로 살아가는 추리작가 김시간(정욱)은 아내의 막대한 재산에 얹혀 살아가는 현실에 불만을 품고 아내의 재산을 가로챌 궁리를 한다. 어느 날 장필진(유인촌)이라는 작가 지망생이 보내 온 희곡원고 <죽음의 덫>을 읽은 김시간은 작품의 훌륭한 구성과 짜임새에 감탄, 장필진을 없애고 자신의 이름으로 작품을 발표할 생각을 품는데, 그 이유는 김시간 자신이 더 이상 좋은 작품을 써낼 능력이 없다는 것을 깨닫고 있었기 때문이었다. 김시간은 자신의 별장으로 장필진을 초대하는데...

## 출연
- 정욱
- 유인촌
- 한상미
- 한규희
- 한영숙